# El Molí Xic (Castellterçol)
El Molí Xic és una molí del terme municipal de Castellterçol, a la comarca del Moianès.
Està situat al nord de la zona central del terme castellterçolenc, a la dreta del torrent de la Fàbrega, a prop i al nord-oest del Polígon industrial El Vapor i del Molí de Sant Joan.